# Kapuzinerkloster Stühlingen

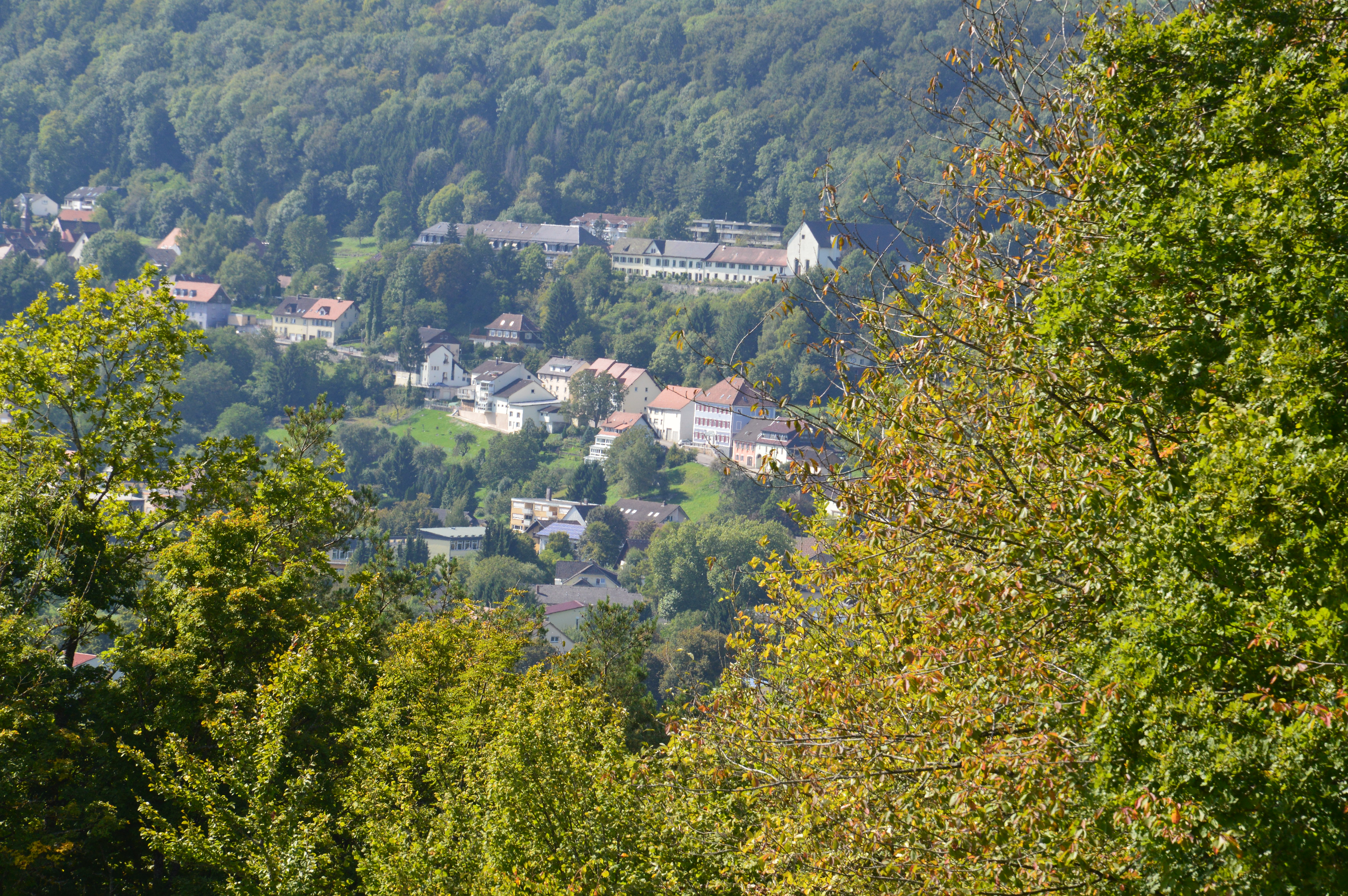
Blick auf Stühlingen und das Kapuzinerkloster, darüber das Schloss nach dem Vorbild des Heiligen Hauses in Loreto in NorditalienHohenlupfen (nicht im Bild)

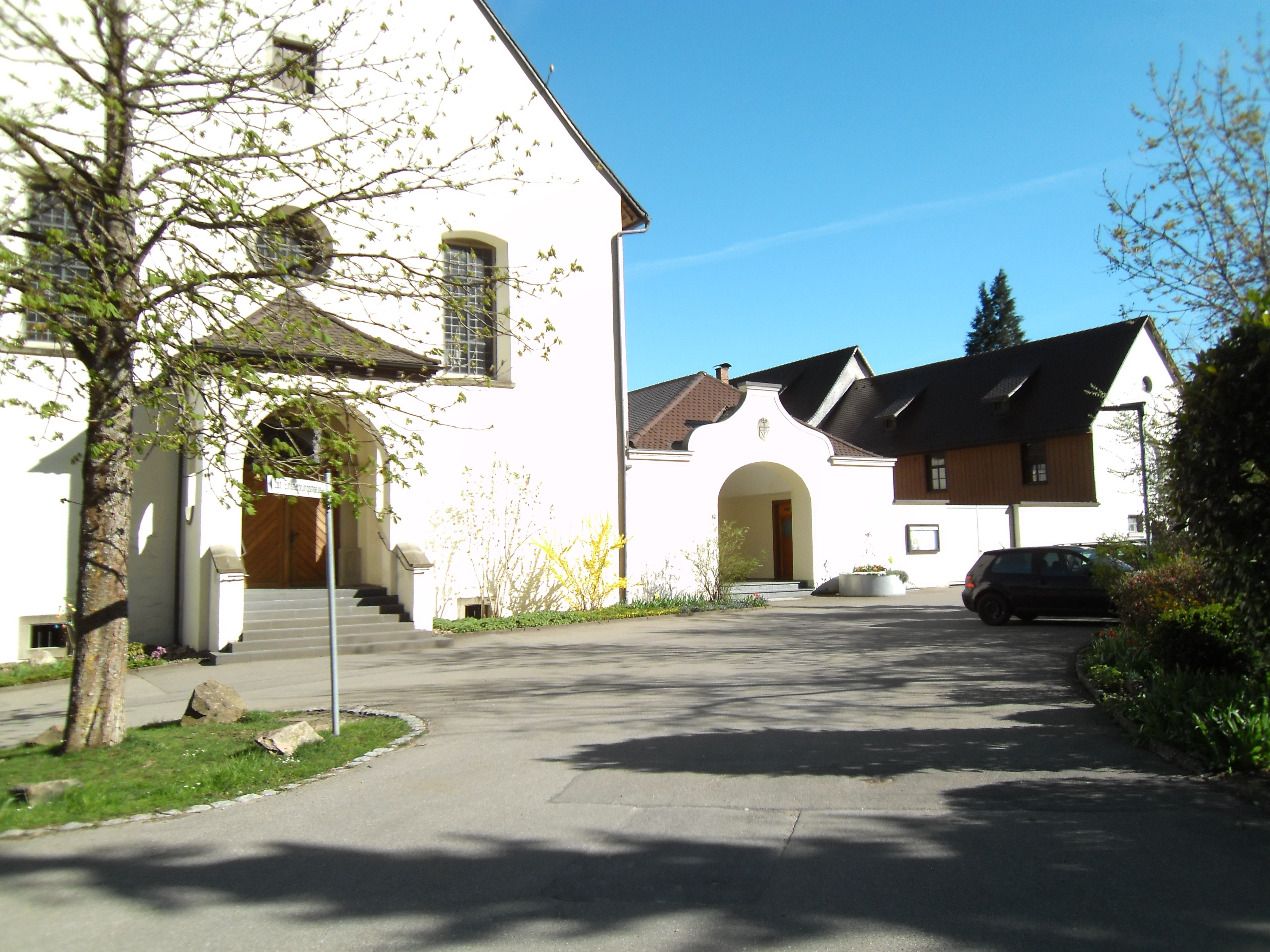
Kapuzinerkloster Stühlingen

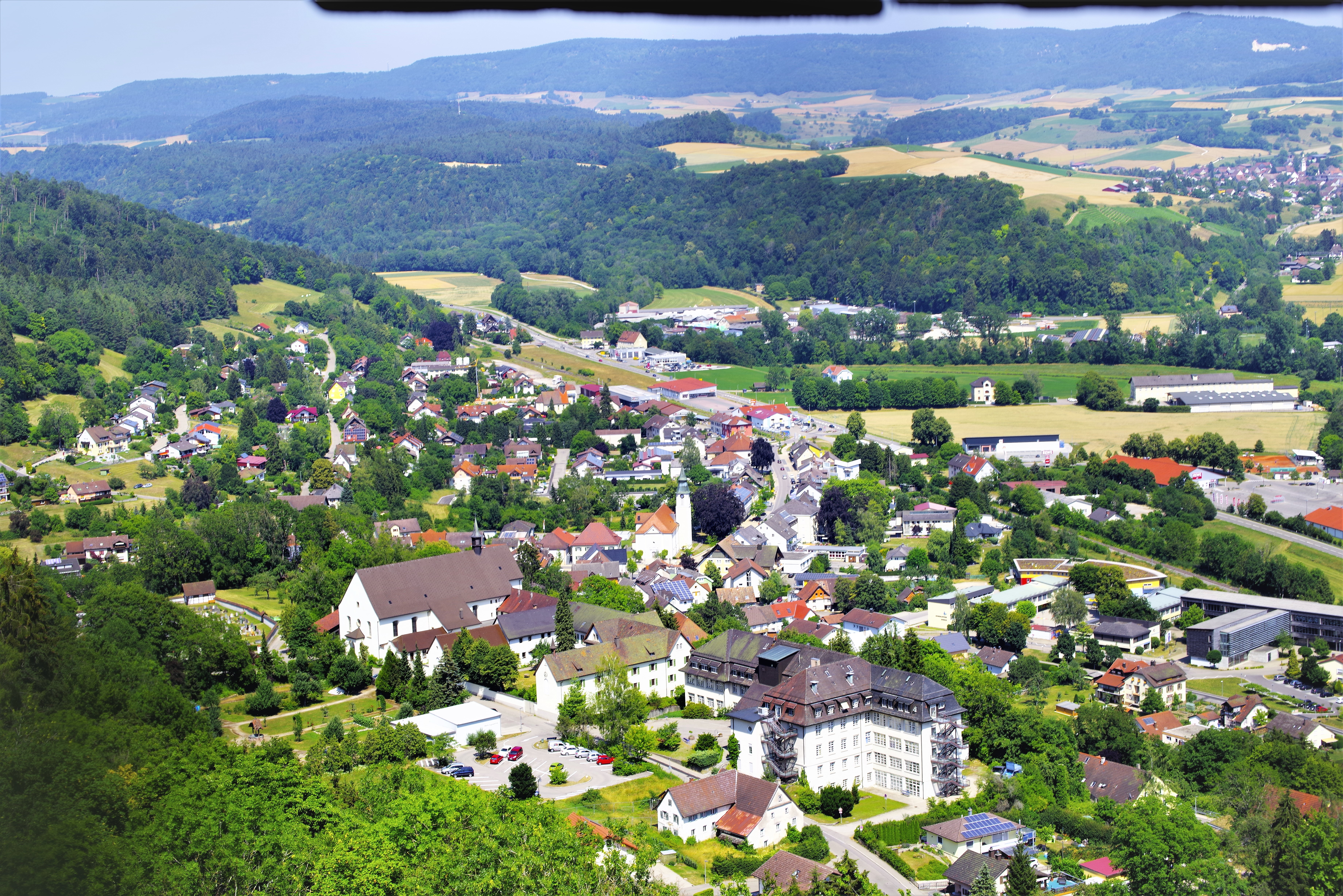
Blick auf Stühlingen mit Krankenhaus Loreto und Kloster vom Schlossturm des Schloss Hohenlupfen

Das Kapuzinerkloster Stühlingen ist ein ehemaliges Kloster der Kapuziner in Stühlingen im Landkreis Waldshut. Neben dem Kloster entstand aus einem Spital das Krankenhaus Loreto. Zusammenarbeit bestand auch mit dem ehemaligen Kapuzinerkloster Waldshut.

## Geschichte
Landgraf Maximilian Franz von Fürstenberg-Stühlingen (1634–1681) war auf einer Italienreise schwer erkrankt und gelobte der Muttergottes von Loreto, ihr zu Ehren eine Kapelle zu errichten, wenn er wieder gesunden sollte. 1679 befahl er die Grundsteinlegung einer Kapelle in Stühlingen, unterhalb des Schlosses Hohenlupfen, nach dem Vorbild des Heiligen Hauses in Loreto in Norditalien. Am 10. August 1681 erfolgte die Konsekration der Kapelle durch einen Konstanzer Weihbischof. Die Loretokapelle war mit ihren Originalmaßen von 11 × 5,5 m bald zu klein für die stark angewachsene Wallfahrt. Die Kapuziner von Engen leisteten jahrelang seelsorgerliche Aushilfe.
Joseph Wilhelm Ernst von Fürstenberg erlaubte den Kapuzinern 1737 eine Klostergründung in Stühlingen. 1743 begannen sie mit der Errichtung des Konventgebäudes. Der ursprüngliche Bauplan mit Quadrum, Kreuzgang und Innenhof konnte nicht verwirklicht werden, der Fürst wünschte keinen großen Konvent; das Kloster bestand somit zunächst nur aus fünf Patres. Am 24. Dezember 1802 wurde das Kloster im Zuge der Säkularisation aufgehoben; die Kapuziner durften verbleiben, jedoch keine neuen Mitglieder aufnehmen. Das Kloster erlosch mit dem Tod des letzten Paters am 10. April 1831. Das Inventar wurde versteigert. Das Klostergebäude übergab die Herrschaft 1829 zur Verwendung als Schule an die Gemeinde. 1849 besetzten es preußische Truppen. Von 1857 bis 1927 diente es als Krankenhaus.

## 20./21. Jahrhundert
1927 wurde das Kloster als Noviziat der Kapuziner wiederbelebt. Nach einem Probejahr zogen am 5. Juli 1928 die ersten Novizen ein. Bis zum Zweiten Weltkrieg wurden 434 Novizen ausgebildet. Im Zweiten Weltkrieg fielen 85 von ihnen.
Seit mehreren Jahrzehnten wurde das Kloster gemeinsam von Kapuzinern und Schwestern der Franziskanerinnen von Reute als „Kloster zum Mitleben“ geführt, d. h. der Schwerpunkt lag auf dem Empfang von Gästen, die sich eine Zeitlang zurückziehen oder das Klosterleben kennenlernen wollten.
Im Juni 2022 beschloss das Provinzkapitel der deutschen Kapuziner, das Kloster in Stühlingen wegen Personalmangels und einer angespannten Finanzlage zum Ende des Jahres 2022 zu schließen. Im Juni 2024 wurde das Areal an einen privaten Pflege-Dienstleister verkauft, der die Errichtung von Senioren-Wohngruppen und möglicherweise eines Kindergartens plant. Der Klostergarten solle so belassen werden. Seit 2025 befindet sich das Rathaus Stühlingen hier. Das alte Rathaus wird umgebaut.

## Klosterkirche

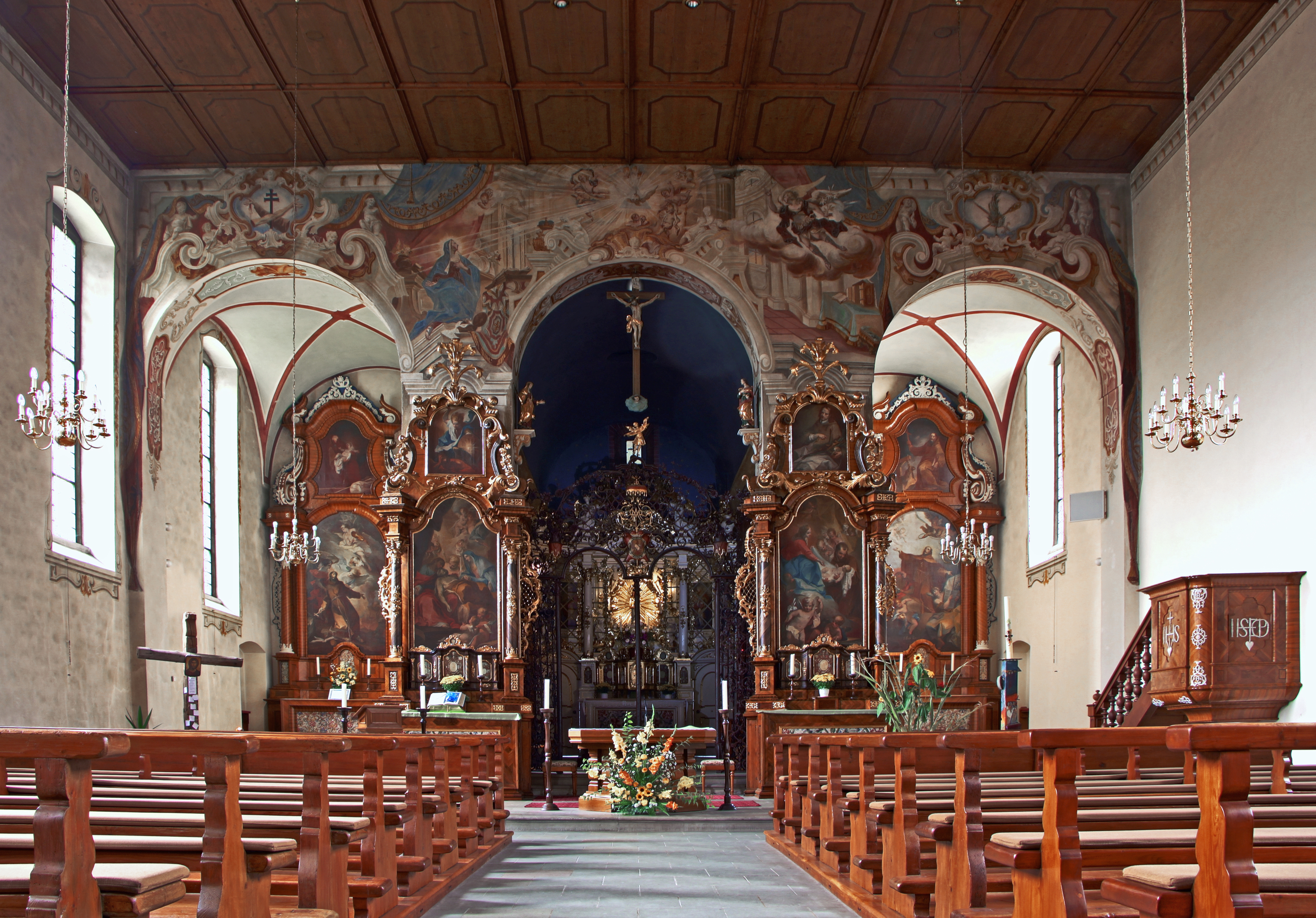
Klosterkirche Maria Loreto in Stühlingen

1737 beschlossen die Kapuziner, die 1680/1681 erbaute Lorettokapelle bestehen zu lassen; den Grundstein hatte am 8. April 1680 der Abt Romanus Vogler OSB aus St. Blasien gelegt. Um die Kapelle herum wurde dann die Wallfahrtskirche Maria Loretto gebaut. Deren Grundstein legte am 1. Juni 1738 der Fürstabt Franz Schächtelin OSB. Baumeister war Johannes Felder aus Bezau. Vier Altarbilder der fünf Altäre malte Franz Joseph Spiegler, das Fresko im Chor mit der Verkündigung Mariä stammt nicht von seiner Hand. Von 1874 bis 1927 erhielten die Altkatholiken die Klosterkirche für ihren Gottesdienst. Danach erhielten diese als Ersatz dann die Sebastianskapelle.

## Persönlichkeiten die im Kloster gelebt haben
- Franz Goebel (1881–1973), Kapuziner, Spiritual und Theologe
- Heribert Jone (1885–1967), Kapuziner, Moraltheologe und Kirchenrechtler
- Paulus Terwitte (* 1959), Kapuziner